# Gare de Hattori-tenjin
La gare de Hattori-tenjin (服部天神駅, Hattori-tenjin-eki) est une gare ferroviaire située à Toyonaka, dans la préfecture d'Osaka au Japon. La gare est exploitée par la compagnie Hankyu.

## Situation ferroviaire
La gare de Hattori-tenjin est située au point kilométrique (PK) 7,5 de la ligne Takarazuka.

## Histoire
La gare est inaugurée le 10 mars 1910 sous le nom de gare de Hattori. Elle est alors située dans l'enceinte du sanctuaire Hattori-tenjin voisin et un camphrier sacré est conservé sur un des quais. Chaque été, une cérémonie pour la sécurité ferroviaire a lieu dans la gare. 
La gare prend le nom de Hattori-tenjin en 2013.

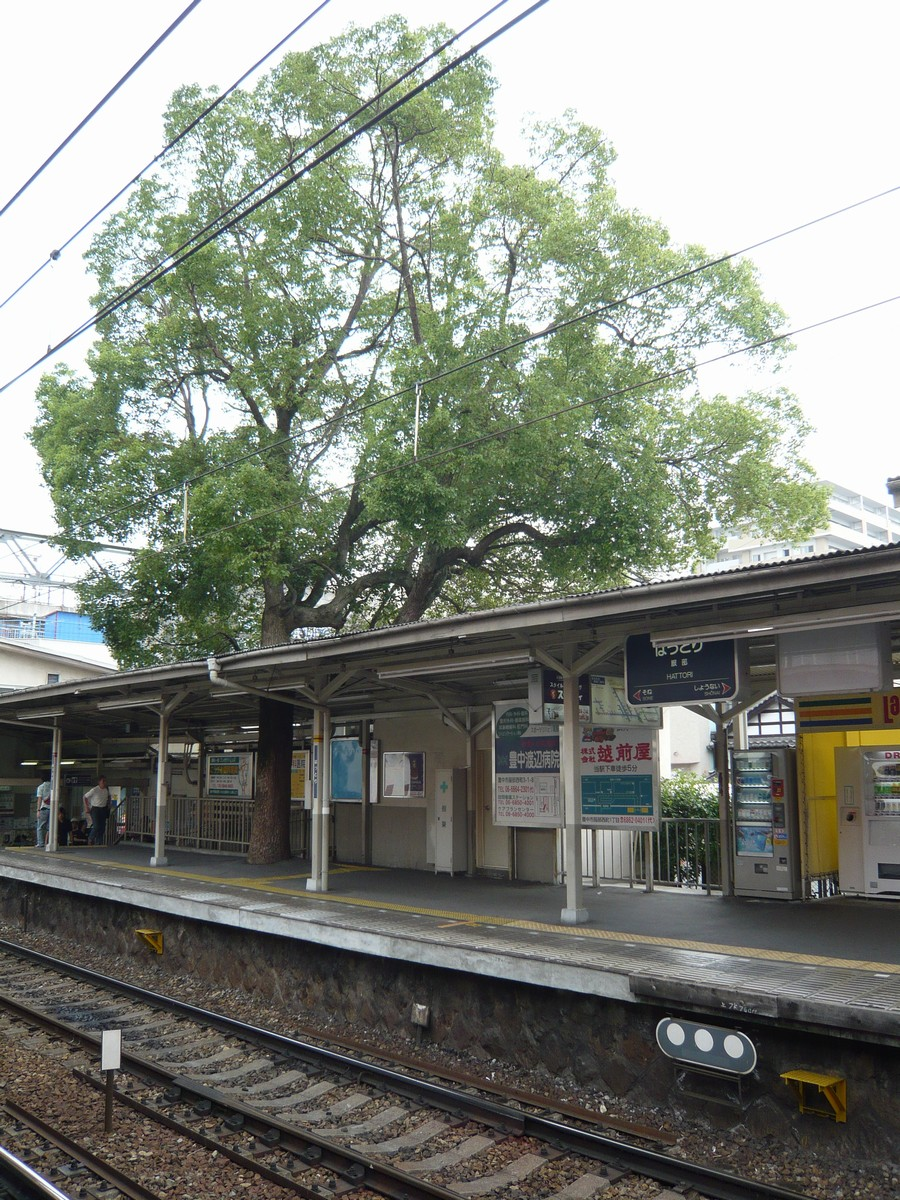
Le camphrier sacré.
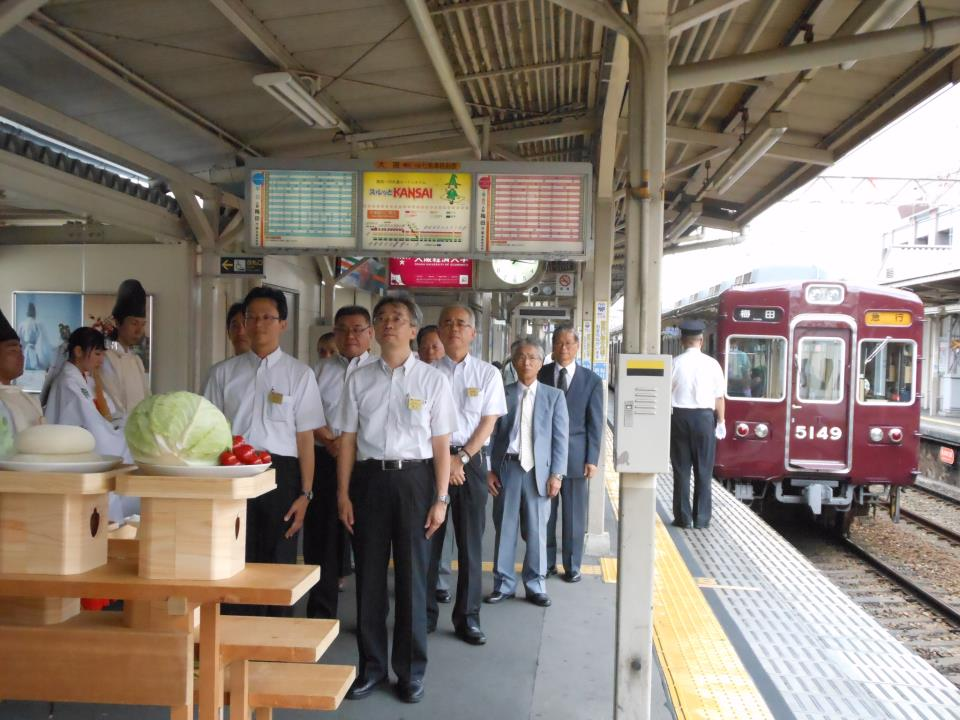
Cérémonie pour la sécurité ferroviaire.

## Service des voyageurs

### Accueil
La gare dispose d'un bâtiment voyageurs, avec guichet, ouvert tous les jours.

### Desserte
- Ligne Takarazuka :
  - voie 1 : direction Takarazuka
  - voie 2 : direction Osaka-Umeda